# Lisa Mayerhöfer
Pour les articles homonymes, voir Mayerhofer.
Lisa Mayerhöfer née le 17 mai 2002, est une joueuse allemande de hockey sur gazon.

## Carrière
Elle a été appelée en équipe première en 2022.